# Thaumatobactron granulosa
Thaumatobactron granulosa är en insektsart som beskrevs av Frank H.Hennemann och Oskar V.Conle 1997. Thaumatobactron granulosa ingår i släktet Thaumatobactron och familjen Phasmatidae. Inga underarter finns listade i Catalogue of Life.